# Ordensdekoration

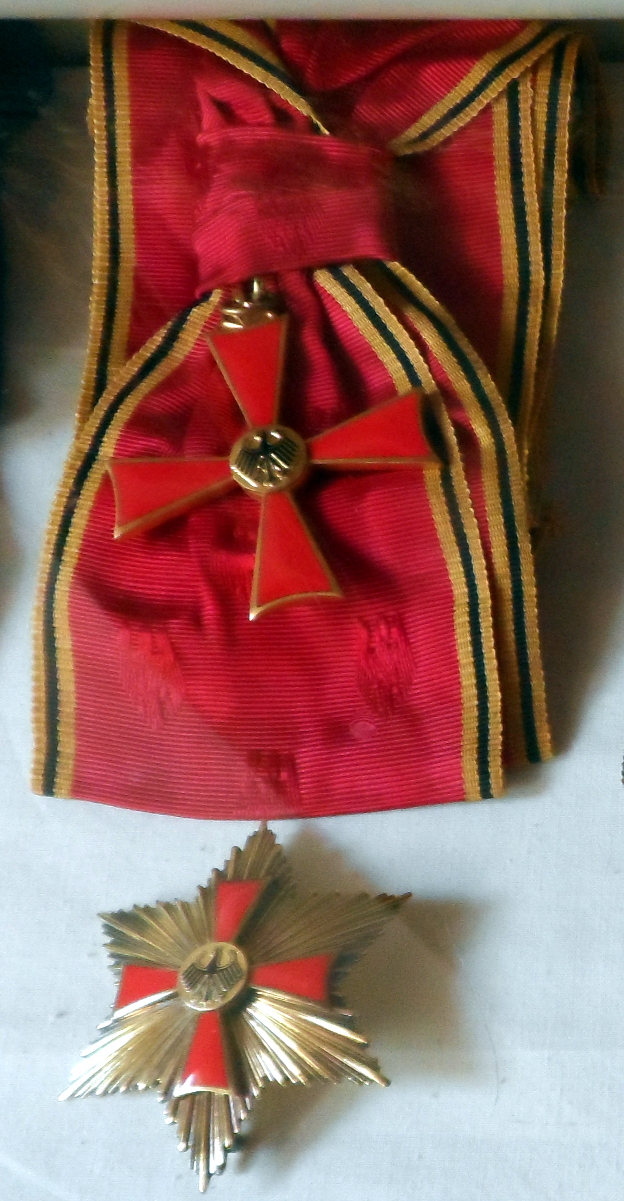
Insigne, Schulterband und Bruststern des Großkreuzes des Verdienstordens der Bundesrepublik Deutschland

Die Ordensdekoration (umgangssprachlich nur Orden) ist die äußere Auszeichnung eines Ritter- oder Verdienstordens, die die Zugehörigkeit zu dem entsprechenden Orden sowie die Ordensklasse anzeigt. Sie wird von der Mode, dem politischen und kulturellen Willen und Verständnis, sowie von Stifter oder Stiftergremium stark mitgestaltet. Die Herstellung ist von der Anzahl der Ordensmitglieder, dem gewünschten materiellen Einsatz und vorhandener technischen Möglichkeiten und handwerklichen Fähigkeiten abhängig. Diese Faktoren bestimmen das Aussehen der Ordensdekoration. Die verbale Beschreibung in Statuten, Gesetzen oder ähnlichen Printerzeugnissen muss so genau erfolgen, dass an dieser das Original zugeordnet oder hergestellt werden kann. Häufig bildet diese Beschreibung mit einer Zeichnung oder Skizze die Herstellungsbasis. In Katalogen muss die Ordensdekorationsbeschreibung die fehlende Abbildung eindeutig verbal ersetzen.
Die Dekoration besteht in der Regel aus dem Ordenszeichen (auch Insigne oder Kleinod genannt), dem Ordensband und dem Bruststern.

## Ordenszeichen
Das Ordenszeichen hat in Europa in Anlehnung an die alten Ritterorden meist die Form eines Kreuzes, in nichtchristlichen, laizistischen und atheistischen Staaten häufig die eines Sterns (z. B. Ehrenlegion, Karl-Marx-Orden, Order of the Star of India). Die höfischen Ritterorden des Mittelalters wählten meist ein symbolisches (Goldenes Vlies, Elefant) oder textiles Ordenszeichen (Hosenband, Halsband).
Häufig wird mittig des Hauptelementes ein Mittelschild oder Medaillon aufgelegt und durch einen andersfarbigen und abstechenden Reif hervorgehoben. Nach Stifterwunsch werden hier Ordensdevise, Stiftungsdatum, Stifter- oder Heiligenbild oder Initialen eingebracht. Diese Teile der Dekoration können mit weiteren Distinktionen versehen werden, z. B. Schwerter für Kriegsverdienst, Eichenlaub für besondere Verdienste.
In den meisten Fällen wird das Ordenszeichen an einem Tragering am Ordensband befestigt, in Ausnahmefällen, wie zur Kapitelfeier eines Ritterordens oder die Sonderstufe des Großkreuzes einiger Verdienstordens an der Collane.
Ordenszeichen können sich nach Größe und Material nach Ordensklasse unterscheiden (Klein- oder Ritterkreuz, Komturkreuz und Großkreuz).

## Ordensband
Das Ordensband wird in der Regel von Inhabern aller Klassen getragen – Ausnahmen sind bspw. das Bundesverdienstkreuz 1. Klasse oder das Große Ehrenzeichen für Verdienste um die Republik Österreich, die als Steckkreuze getragen werden.
Im Mittelalter wurden die meisten Ordenszeichen an einer Ordenskette (Collane) getragen. Im 16. Jahrhundert wurde das Insigne des französischen Ordens vom Heiligen Geist an einem textilen Band getragen. Seit dem 17. Jahrhundert wird das Ordenszeichen einstufiger weltlicher Ritterorden meistens am Schulterband getragen, eine bekannte Ausnahme bildet das Goldene Vlies, das am Hals oder am Knopfloch getragen wird.
In den ab dem späten 17. Jahrhundert eingeführten mehrstufigen Verdienstorden wird die Ordensstufe durch die Breite und Trageweise des Bandes sichtbar gemacht. Nach den Vorbildern des Ludwigsordens, des Militär-Maria-Theresien-Ordens und der Ehrenlegion setzte sich eine übliche Trageweise für die Dekoration durch:

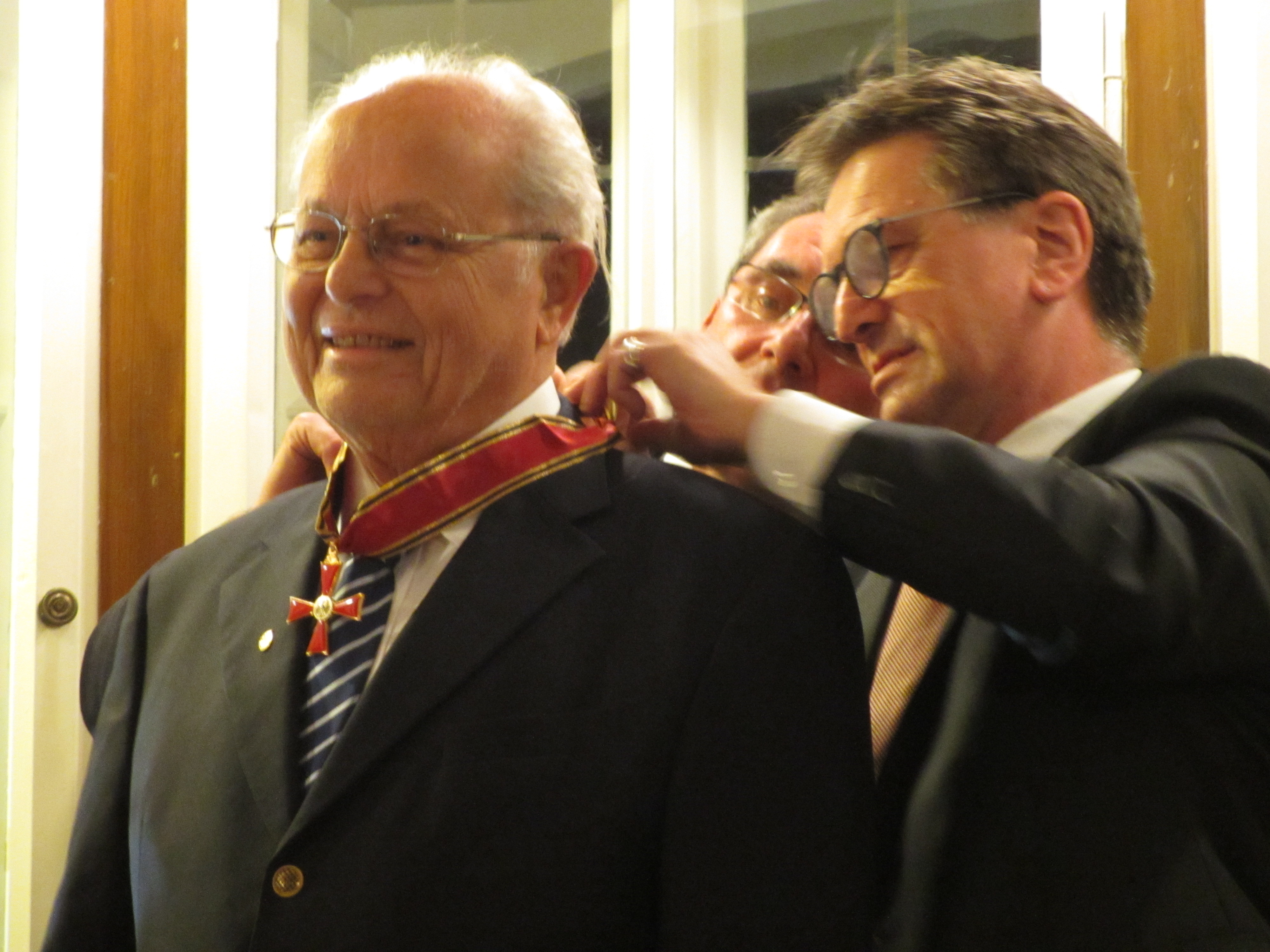
Verleihung des Großen Bundesverdienstkreuzes an Heiko Braak als Halsdekoration

- das Insigne am Schulterband für die 1. Ordensstufe (Großkreuz, Großes Verdienstkreuz mit Stern und Schulterband, Ritter I. Klasse),
- das Insigne am Band um den Hals mit einem Bruststern für die Ordensstufe des Großkomturs,
- das Insigne am Band an der linken Brustseite mit einem Bruststern für die Ordensstufe des Großoffiziers,
- das Insigne am Band um den Hals (Halsorden) für die Ordensstufen des Komturs,
- das Insigne am Band an der linken Brustseite (ursprünglich am Knopfloch des Oberrocks) für die Ordensstufe des Offiziers und des Ritters,
- das Insigne an einer Schleife an der Schulter (Damenschleife) für Damen.

## Bruststern

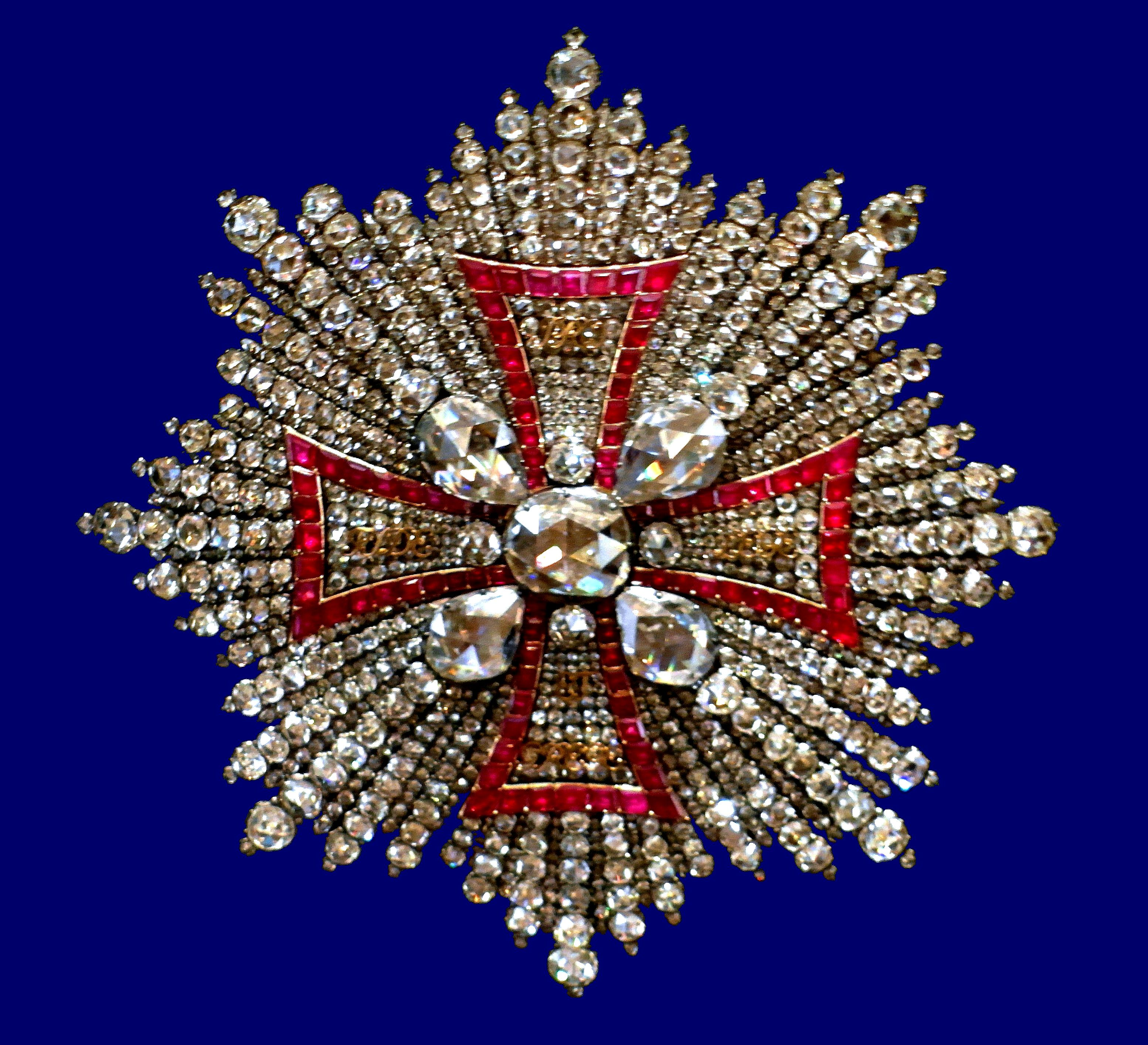
Bruststern aus Diamanten und Rubinen des Weißen Adlerordens aus der Brillantgarnitur Augusts des Starken.

Der Bruststern wird an die Inhaber der höheren Ordensklassen (meist Großkreuz und Großoffizier) verliehen. In den meisten einstufigen Orden wurde seit dem 17. Jahrhundert ein Bruststern für Ritter eingeführt, so im Hosenband-, Elefanten- und den Orden des Weißen Adlers und des Heiligen Andreas des Erstberufenen. Er weicht oft nur in Größe oder geringen Details von der eigentlichen Ordensdekoration, dem Kleinod, ab, in einigen Fällen (wie dem Schwarzen oder dem Roten Adlerorden) teilen sich Kleinod und Bruststern nur einzelne Elemente. Je nach Ordensklasse kann minderes oder edleres Material zu seiner Herstellung oder Wertung im Rang der Auszeichnung verwendet werden. Getragen wurde und wird er fast ausschließlich auf der linken Brustseite. Die Anbringung kann direkt oder durch eine aus Ordensband gefertigte Schleife oder Rosette erfolgen. Statuten und entsprechende Gesetze regeln das Anlegen und das Aussehen. Der Bruststern muss nicht zwangsläufig ein Stern sein, obwohl diese Form Tradition hat.